# Факултет спорта и физичког васпитања Универзитета у Београду
Факултет спорта и физичког васпитања (популарно ДИФ) је научно-образовна институција у Београду и део је Универзитета у Београду. Налази се на Бановом Брду, на општини Чукарица у улици Благоја Паровића 156, близу Кошутњака.

## Историјат
Почеци факултета датирају још из 1938. године у виду једногодишње школе за образовање кадрова, односно 1939. године када почиње са радом Школа за телесно васпитање (ранг више школе). Од 1946. године носи име Државни институт за фискултуру (популарно ДИФ који се и данас користи). Од 1953. до 1956. године мења назив у Институт за физичку културу, а у периоду од 1956. до 1963. године био је познат под именом Висока школа за физичко васпитање.
Институција је 1963. године примљена у Београдски универзитет, а назив Факултет за физичко васпитање се користио у периоду од 1978. до 1988. године. Од 1988. године па наредних дванаест година установа се звала Факултет физичког васпитања, да би назив који је и данас актуелан — Факултет спорта и физичког васпитања актуелан је од 2000. године.
Факултету је додељен Сретењски орден другог степена (2024).

## Деканат факултета
Декан факултета је др Сања Мандарић, редовни професор.
Продекани: 
- др Бранка Марковић, ванредни професор (продекан за за развој и сарадњу са националним институцијама),
- др Дејан Сузовић, редовни професор (продекан за науку и међународну сарадњу),
- др Слободанка Добријевић, доцент (продекан за наставу).[4]

## Студијски програми
Од 2014/2015. године, актуелни су следећи студијски програми:
- Основне академске студије[5]
- Струковне академске студије[6]
- Струковне студије рекреације[7]

Поред ових програма, на факултету се реализују и мастер и докторске академске студије, а од 2015/2016. године започиње и нови студијски програм — специјалистичке струковне студије спорта.

## Библиотека
Библиотека факултета спорта и физичког васпитања почела је са радом 1946. године (при тадашњем ДИФ-у) и бројала је 1000 књига. Данас, библиотека броји преко 23.000 наслова и најстарија је спортска библиотека у Србији (али и бившој Југославији). Поред наслова уско везаних за спорт и физичко васпитање, постоје многе књиге из сродних области — медицине, психологије, социологије итд.
Крајем 2004. године, библиотека је прешла на електронски каталог COBISS, он-лајн обраду публикација у жељи и замисли да повеже све библиотеке у Србији у јединствен информациони систем.

## Галерија
- Факултет улаз
- Факултет 2
- Факултет задњи део